# 基頓·阿方素
基頓·米歇爾·阿方素（Clayton Michel Afonso，1988年7月18日—），生於巴西巴西利亞，巴西裔香港足球運動員，司職中堅，現時英格蘭第九級足球聯賽球會聖潘泰萊蒙。

## 球員生涯

### 和富大埔
基頓生於巴西巴西利亞，於2010年夏天到港發展加盟甲組地區球會和富大埔，並在2011年1月29日頭槌破網一箭定江山，協助球會以1–0擊敗有畢特和基士文在陣的南華，到2013年6月11日轉會重返甲組的東方
2014年9月，由於東方外援超額，使基頓被外借回歸港超聯球會和富大埔，隨後他於9月28日對南華的聯賽，回歸後首度為和富大埔上陣，結果大埔以0–1落敗。而基頓於外借和富大埔的季內在各項賽事上陣14場，結果和富大埔在16場中的聯賽錄得1勝4和11負的成績，並宣佈護級失敗，需降回甲組作賽。

### 夢想駿其
2015年9月，東方龍獅在外援超額下，再將基頓外借到新成立的港超聯球會夢想駿其，並於2017年9月12日對黃大仙的首場聯賽，即正選上陣，結果協助駿其以2–0勝出兼取得球會歷史上首場勝仗，隨後他在11月29日對班霸傑志的聯賽，於21分鐘接應角球頭槌破網取得加盟後的首個入球，結果協助駿其以2–1爆冷勝出。在12月25日，他對黃大仙的菁英盃分組賽，首度獲委任為球會隊長，可是最終駿其以0–1落敗。而基頓於外借夢想駿其的半季內在各項賽事上陣11場錄得1球。

### 東方龍獅
2015年12月尾，東方為頂替兩名正選中堅基藍馬和法圖斯的離隊，決定提早結束基頓租借歸隊，而他在2016年1月10日對南華的聯賽，回歸後首度為東方上陣，結果他踢足全場協助東方以3–1勝出。在2月27日，對前球會夢想駿其的聯賽，接應角球頭槌破網取得回歸後的首個入球，結果協助東方以4–0勝出。結果他為東方在聯賽上陣8場錄得1球後，在球季尾協助東方擊敗南華，成為繼1994至95年後再奪得頂級聯賽冠軍。

### 標準流浪
2016年8月，由於東方外援連同亞援現已有7名球員，超出香港足總要求的6個註冊名額，故東方選擇再外借基頓予港超聯球會流浪至季尾。加盟後，他不時在落後時被教練推上中鋒位置，更於12月2日對R&F富力的聯賽，接應罰球頭槌破網取得加盟後的首個入球，結果協助流浪以1–0勝出。雖然他在球季結束後回歸東方龍獅，並申請香港特區護照，但由於辦理轉籍需時，未能在短時間內以本地球員身份註冊。結果他於2017年8月隨東方到泰國集訓後被續借到流浪，並與外援中堅摩域治拍擋組成流浪後防線。12月2日，對理文的護級戰，在易邊後被流浪教練團推前打中鋒，結果他在90分鐘接應傳中，頭槌頂向遠柱入網追平1–1完場，可是流浪戰績未似預期，排名榜尾。

### 東方龍獅
2017年12月19日，隨著基頓居港滿七年及正辦理特區護照，使他回歸東方龍獅隨隊操練，等待港超轉會窗重開後以本地球員身分註冊。直到2018月1月後期成功取得香港特區護照，並在2月4日對陽光元朗的聯賽，首度以本地球員身分註冊上陣，結果東方以1–1賽和對手。

### 國際賽生涯
2021年6月15日，2022年世界盃外圍賽亞洲區40強小組賽，香港對巴林，基頓獲得首頂「喼帽」，正選上陣，夥拍艾里奧組成中堅組合。

## 球場以外
2015年11月6日，由於昔日巴西名宿朗拿度秘密訪港出席活動並會在中環夜店與友人聚會，所以基頓與巴西同鄉兼當時效力港超聯球會標準流浪的保羅在附近的蘭桂坊消遣再到夜店見朗拿度一面，到約凌晨二時兩人在德己立街的酒吧與朋友飲酒期間，一名南亞裔醉漢撞到基頓引發雙方爭執，而保安員見狀遂把醉漢帶離酒吧，但半小時後當保羅和基頓準備離開打算和朗拿度見面時，怎料有人召來三四名大漢持玻璃樽向他們施襲德己立街街頭追逐，直到數分鐘後，警方到場在截獲該名南亞裔本地男子，並以涉嫌襲擊致造成實際身體傷害把他拘捕，結果保羅手和臉部受傷，而基頓就頭部受傷由救護車送院治理，到事後基頓出席球隊活動時頭部以紗布包紮，而所屬球會東方更強烈譴責向基頓施襲的兇徒，並要求有關當局依法處置。

## 榮譽
東方龍獅
- 香港超級聯賽冠軍（2015–16季度）
- 香港足總盃冠軍（2013–14、2019-20季度）
- 香港高級組銀牌冠軍（2014–15、2015–16、2019–20季度）
- 香港菁英盃冠軍（2020–21季度）
- 港甲季後附加賽亞軍（2013–14季度）

## 外部連結
- 香港足球總會網頁球員註冊資料 （页面存档备份，存于）